# Allium taeniopetalum
Allium taeniopetalum är en amaryllisväxtart som beskrevs av Mikhail Grigoríevič Popov och Aleksei Ivanovich Vvedensky. Allium taeniopetalum ingår i släktet lökar, och familjen amaryllisväxter.

## Underarter
Arten delas in i följande underarter:
- A. t. mogoltavicum
- A. t. taeniopetalum
- A. t. turakulovii